# 1539
Portal Geschichte | Portal Biografien | Aktuelle Ereignisse | Jahreskalender | Tagesartikel

◄ |
15. Jahrhundert |
16. Jahrhundert
| 17. Jahrhundert | ►

◄ |
1500er |
1510er |
1520er |
1530er
| 1540er | 1550er | 1560er | ►

◄◄ |
◄ |
1535 |
1536 |
1537 |
1538 |
1539
| 1540 | 1541 | 1542 | 1543 | ► | ►►
Staatsoberhäupter  · Nekrolog   · Musikjahr
| Januar | Januar | Januar | Januar | Januar | Januar | Januar | Januar |
| Kw     | Mo     | Di     | Mi     | Do     | Fr     | Sa     | So     |
| 1      |        |        | 1      | 2      | 3      | 4      | 5      |
| 2      | 6      | 7      | 8      | 9      | 10     | 11     | 12     |
| 3      | 13     | 14     | 15     | 16     | 17     | 18     | 19     |
| 4      | 20     | 21     | 22     | 23     | 24     | 25     | 26     |
| 5      | 27     | 28     | 29     | 30     | 31     |        |        |
| ------ | ------ | ------ | ------ | ------ | ------ | ------ | ------ |

| Februar | Februar | Februar | Februar | Februar | Februar | Februar | Februar |
| Kw      | Mo      | Di      | Mi      | Do      | Fr      | Sa      | So      |
| 5       |         |         |         |         |         | 1       | 2       |
| 6       | 3       | 4       | 5       | 6       | 7       | 8       | 9       |
| 7       | 10      | 11      | 12      | 13      | 14      | 15      | 16      |
| 8       | 17      | 18      | 19      | 20      | 21      | 22      | 23      |
| 9       | 24      | 25      | 26      | 27      | 28      |         |         |
| ------- | ------- | ------- | ------- | ------- | ------- | ------- | ------- |

| März | März | März | März | März | März | März | März |
| Kw   | Mo   | Di   | Mi   | Do   | Fr   | Sa   | So   |
| 9    |      |      |      |      |      | 1    | 2    |
| 10   | 3    | 4    | 5    | 6    | 7    | 8    | 9    |
| 11   | 10   | 11   | 12   | 13   | 14   | 15   | 16   |
| 12   | 17   | 18   | 19   | 20   | 21   | 22   | 23   |
| 13   | 24   | 25   | 26   | 27   | 28   | 29   | 30   |
| 14   | 31   |      |      |      |      |      |      |
| ---- | ---- | ---- | ---- | ---- | ---- | ---- | ---- |

| April | April | April | April | April | April | April | April |
| Kw    | Mo    | Di    | Mi    | Do    | Fr    | Sa    | So    |
| 14    |       | 1     | 2     | 3     | 4     | 5     | 6     |
| 15    | 7     | 8     | 9     | 10    | 11    | 12    | 13    |
| 16    | 14    | 15    | 16    | 17    | 18    | 19    | 20    |
| 17    | 21    | 22    | 23    | 24    | 25    | 26    | 27    |
| 18    | 28    | 29    | 30    |       |       |       |       |
| ----- | ----- | ----- | ----- | ----- | ----- | ----- | ----- |

| Mai | Mai | Mai | Mai | Mai | Mai | Mai | Mai |
| Kw  | Mo  | Di  | Mi  | Do  | Fr  | Sa  | So  |
| 18  |     |     |     | 1   | 2   | 3   | 4   |
| 19  | 5   | 6   | 7   | 8   | 9   | 10  | 11  |
| 20  | 12  | 13  | 14  | 15  | 16  | 17  | 18  |
| 21  | 19  | 20  | 21  | 22  | 23  | 24  | 25  |
| 22  | 26  | 27  | 28  | 29  | 30  | 31  |     |
| --- | --- | --- | --- | --- | --- | --- | --- |

| Juni | Juni | Juni | Juni | Juni | Juni | Juni | Juni |
| Kw   | Mo   | Di   | Mi   | Do   | Fr   | Sa   | So   |
| 22   |      |      |      |      |      |      | 1    |
| 23   | 2    | 3    | 4    | 5    | 6    | 7    | 8    |
| 24   | 9    | 10   | 11   | 12   | 13   | 14   | 15   |
| 25   | 16   | 17   | 18   | 19   | 20   | 21   | 22   |
| 26   | 23   | 24   | 25   | 26   | 27   | 28   | 29   |
| 27   | 30   |      |      |      |      |      |      |
| ---- | ---- | ---- | ---- | ---- | ---- | ---- | ---- |

| Juli | Juli | Juli | Juli | Juli | Juli | Juli | Juli |
| Kw   | Mo   | Di   | Mi   | Do   | Fr   | Sa   | So   |
| 27   |      | 1    | 2    | 3    | 4    | 5    | 6    |
| 28   | 7    | 8    | 9    | 10   | 11   | 12   | 13   |
| 29   | 14   | 15   | 16   | 17   | 18   | 19   | 20   |
| 30   | 21   | 22   | 23   | 24   | 25   | 26   | 27   |
| 31   | 28   | 29   | 30   | 31   |      |      |      |
| ---- | ---- | ---- | ---- | ---- | ---- | ---- | ---- |

| August | August | August | August | August | August | August | August |
| Kw     | Mo     | Di     | Mi     | Do     | Fr     | Sa     | So     |
| 31     |        |        |        |        | 1      | 2      | 3      |
| 32     | 4      | 5      | 6      | 7      | 8      | 9      | 10     |
| 33     | 11     | 12     | 13     | 14     | 15     | 16     | 17     |
| 34     | 18     | 19     | 20     | 21     | 22     | 23     | 24     |
| 35     | 25     | 26     | 27     | 28     | 29     | 30     | 31     |
| ------ | ------ | ------ | ------ | ------ | ------ | ------ | ------ |

| September | September | September | September | September | September | September | September |
| Kw        | Mo        | Di        | Mi        | Do        | Fr        | Sa        | So        |
| 36        | 1         | 2         | 3         | 4         | 5         | 6         | 7         |
| 37        | 8         | 9         | 10        | 11        | 12        | 13        | 14        |
| 38        | 15        | 16        | 17        | 18        | 19        | 20        | 21        |
| 39        | 22        | 23        | 24        | 25        | 26        | 27        | 28        |
| 40        | 29        | 30        |           |           |           |           |           |
| --------- | --------- | --------- | --------- | --------- | --------- | --------- | --------- |

| Oktober | Oktober | Oktober | Oktober | Oktober | Oktober | Oktober | Oktober |
| Kw      | Mo      | Di      | Mi      | Do      | Fr      | Sa      | So      |
| 40      |         |         | 1       | 2       | 3       | 4       | 5       |
| 41      | 6       | 7       | 8       | 9       | 10      | 11      | 12      |
| 42      | 13      | 14      | 15      | 16      | 17      | 18      | 19      |
| 43      | 20      | 21      | 22      | 23      | 24      | 25      | 26      |
| 44      | 27      | 28      | 29      | 30      | 31      |         |         |
| ------- | ------- | ------- | ------- | ------- | ------- | ------- | ------- |

| November | November | November | November | November | November | November | November |
| Kw       | Mo       | Di       | Mi       | Do       | Fr       | Sa       | So       |
| 44       |          |          |          |          |          | 1        | 2        |
| 45       | 3        | 4        | 5        | 6        | 7        | 8        | 9        |
| 46       | 10       | 11       | 12       | 13       | 14       | 15       | 16       |
| 47       | 17       | 18       | 19       | 20       | 21       | 22       | 23       |
| 48       | 24       | 25       | 26       | 27       | 28       | 29       | 30       |
| -------- | -------- | -------- | -------- | -------- | -------- | -------- | -------- |

| Dezember | Dezember | Dezember | Dezember | Dezember | Dezember | Dezember | Dezember |
| Kw       | Mo       | Di       | Mi       | Do       | Fr       | Sa       | So       |
| 49       | 1        | 2        | 3        | 4        | 5        | 6        | 7        |
| 50       | 8        | 9        | 10       | 11       | 12       | 13       | 14       |
| 51       | 15       | 16       | 17       | 18       | 19       | 20       | 21       |
| 52       | 22       | 23       | 24       | 25       | 26       | 27       | 28       |
| 1        | 29       | 30       | 31       |          |          |          |          |
| -------- | -------- | -------- | -------- | -------- | -------- | -------- | -------- |

| Januar | Januar | Januar | Januar | Januar | Januar | Januar | Januar |
| Kw     | Mo     | Di     | Mi     | Do     | Fr     | Sa     | So     |
| 1      |        |        | 1      | 2      | 3      | 4      | 5      |
| 2      | 6      | 7      | 8      | 9      | 10     | 11     | 12     |
| 3      | 13     | 14     | 15     | 16     | 17     | 18     | 19     |
| 4      | 20     | 21     | 22     | 23     | 24     | 25     | 26     |
| 5      | 27     | 28     | 29     | 30     | 31     |        |        |
| ------ | ------ | ------ | ------ | ------ | ------ | ------ | ------ |

| Februar | Februar | Februar | Februar | Februar | Februar | Februar | Februar |
| Kw      | Mo      | Di      | Mi      | Do      | Fr      | Sa      | So      |
| 5       |         |         |         |         |         | 1       | 2       |
| 6       | 3       | 4       | 5       | 6       | 7       | 8       | 9       |
| 7       | 10      | 11      | 12      | 13      | 14      | 15      | 16      |
| 8       | 17      | 18      | 19      | 20      | 21      | 22      | 23      |
| 9       | 24      | 25      | 26      | 27      | 28      |         |         |
| ------- | ------- | ------- | ------- | ------- | ------- | ------- | ------- |

| März | März | März | März | März | März | März | März |
| Kw   | Mo   | Di   | Mi   | Do   | Fr   | Sa   | So   |
| 9    |      |      |      |      |      | 1    | 2    |
| 10   | 3    | 4    | 5    | 6    | 7    | 8    | 9    |
| 11   | 10   | 11   | 12   | 13   | 14   | 15   | 16   |
| 12   | 17   | 18   | 19   | 20   | 21   | 22   | 23   |
| 13   | 24   | 25   | 26   | 27   | 28   | 29   | 30   |
| 14   | 31   |      |      |      |      |      |      |
| ---- | ---- | ---- | ---- | ---- | ---- | ---- | ---- |

| April | April | April | April | April | April | April | April |
| Kw    | Mo    | Di    | Mi    | Do    | Fr    | Sa    | So    |
| 14    |       | 1     | 2     | 3     | 4     | 5     | 6     |
| 15    | 7     | 8     | 9     | 10    | 11    | 12    | 13    |
| 16    | 14    | 15    | 16    | 17    | 18    | 19    | 20    |
| 17    | 21    | 22    | 23    | 24    | 25    | 26    | 27    |
| 18    | 28    | 29    | 30    |       |       |       |       |
| ----- | ----- | ----- | ----- | ----- | ----- | ----- | ----- |

| Mai | Mai | Mai | Mai | Mai | Mai | Mai | Mai |
| Kw  | Mo  | Di  | Mi  | Do  | Fr  | Sa  | So  |
| 18  |     |     |     | 1   | 2   | 3   | 4   |
| 19  | 5   | 6   | 7   | 8   | 9   | 10  | 11  |
| 20  | 12  | 13  | 14  | 15  | 16  | 17  | 18  |
| 21  | 19  | 20  | 21  | 22  | 23  | 24  | 25  |
| 22  | 26  | 27  | 28  | 29  | 30  | 31  |     |
| --- | --- | --- | --- | --- | --- | --- | --- |

| Juni | Juni | Juni | Juni | Juni | Juni | Juni | Juni |
| Kw   | Mo   | Di   | Mi   | Do   | Fr   | Sa   | So   |
| 22   |      |      |      |      |      |      | 1    |
| 23   | 2    | 3    | 4    | 5    | 6    | 7    | 8    |
| 24   | 9    | 10   | 11   | 12   | 13   | 14   | 15   |
| 25   | 16   | 17   | 18   | 19   | 20   | 21   | 22   |
| 26   | 23   | 24   | 25   | 26   | 27   | 28   | 29   |
| 27   | 30   |      |      |      |      |      |      |
| ---- | ---- | ---- | ---- | ---- | ---- | ---- | ---- |

| Juli | Juli | Juli | Juli | Juli | Juli | Juli | Juli |
| Kw   | Mo   | Di   | Mi   | Do   | Fr   | Sa   | So   |
| 27   |      | 1    | 2    | 3    | 4    | 5    | 6    |
| 28   | 7    | 8    | 9    | 10   | 11   | 12   | 13   |
| 29   | 14   | 15   | 16   | 17   | 18   | 19   | 20   |
| 30   | 21   | 22   | 23   | 24   | 25   | 26   | 27   |
| 31   | 28   | 29   | 30   | 31   |      |      |      |
| ---- | ---- | ---- | ---- | ---- | ---- | ---- | ---- |

| August | August | August | August | August | August | August | August |
| Kw     | Mo     | Di     | Mi     | Do     | Fr     | Sa     | So     |
| 31     |        |        |        |        | 1      | 2      | 3      |
| 32     | 4      | 5      | 6      | 7      | 8      | 9      | 10     |
| 33     | 11     | 12     | 13     | 14     | 15     | 16     | 17     |
| 34     | 18     | 19     | 20     | 21     | 22     | 23     | 24     |
| 35     | 25     | 26     | 27     | 28     | 29     | 30     | 31     |
| ------ | ------ | ------ | ------ | ------ | ------ | ------ | ------ |

| September | September | September | September | September | September | September | September |
| Kw        | Mo        | Di        | Mi        | Do        | Fr        | Sa        | So        |
| 36        | 1         | 2         | 3         | 4         | 5         | 6         | 7         |
| 37        | 8         | 9         | 10        | 11        | 12        | 13        | 14        |
| 38        | 15        | 16        | 17        | 18        | 19        | 20        | 21        |
| 39        | 22        | 23        | 24        | 25        | 26        | 27        | 28        |
| 40        | 29        | 30        |           |           |           |           |           |
| --------- | --------- | --------- | --------- | --------- | --------- | --------- | --------- |

| Oktober | Oktober | Oktober | Oktober | Oktober | Oktober | Oktober | Oktober |
| Kw      | Mo      | Di      | Mi      | Do      | Fr      | Sa      | So      |
| 40      |         |         | 1       | 2       | 3       | 4       | 5       |
| 41      | 6       | 7       | 8       | 9       | 10      | 11      | 12      |
| 42      | 13      | 14      | 15      | 16      | 17      | 18      | 19      |
| 43      | 20      | 21      | 22      | 23      | 24      | 25      | 26      |
| 44      | 27      | 28      | 29      | 30      | 31      |         |         |
| ------- | ------- | ------- | ------- | ------- | ------- | ------- | ------- |

| November | November | November | November | November | November | November | November |
| Kw       | Mo       | Di       | Mi       | Do       | Fr       | Sa       | So       |
| 44       |          |          |          |          |          | 1        | 2        |
| 45       | 3        | 4        | 5        | 6        | 7        | 8        | 9        |
| 46       | 10       | 11       | 12       | 13       | 14       | 15       | 16       |
| 47       | 17       | 18       | 19       | 20       | 21       | 22       | 23       |
| 48       | 24       | 25       | 26       | 27       | 28       | 29       | 30       |
| -------- | -------- | -------- | -------- | -------- | -------- | -------- | -------- |

| Dezember | Dezember | Dezember | Dezember | Dezember | Dezember | Dezember | Dezember |
| Kw       | Mo       | Di       | Mi       | Do       | Fr       | Sa       | So       |
| 49       | 1        | 2        | 3        | 4        | 5        | 6        | 7        |
| 50       | 8        | 9        | 10       | 11       | 12       | 13       | 14       |
| 51       | 15       | 16       | 17       | 18       | 19       | 20       | 21       |
| 52       | 22       | 23       | 24       | 25       | 26       | 27       | 28       |
| 1        | 29       | 30       | 31       |          |          |          |          |
| -------- | -------- | -------- | -------- | -------- | -------- | -------- | -------- |

## Ereignisse

### Politik und Weltgeschehen

#### Amerika

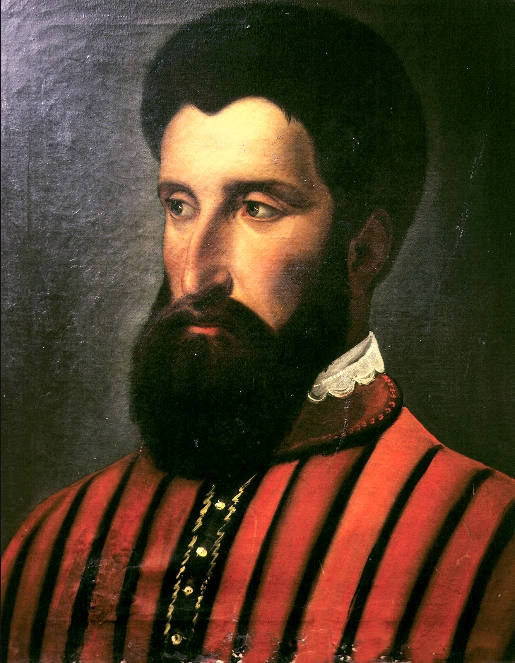
Gonzalo Jiménez de Quesada

- 27. April: In Anwesenheit von Sebastián de Belalcázar und Nikolaus Federmann führt der spanische Konquistador Gonzalo Jiménez de Quesada die formaljuristische Gründung der Stadt Santa Fé de Bogotá durch.
- 28. Mai: Hernando de Soto landet bei Tampa Bay an der Küste Floridas und beginnt seine vierjährige Expedition durch den nordamerikanischen Südosten.
- 15. August: An der Stelle der Inkastadt Yarowilca gründet der Konquistador Gómez de Alvarado y Contreras die Stadt La muy noble y leal ciudad de los Caballeros del León de Huánuco.
- Antonio de Mendoza, Vizekönig von Neu-Spanien, sendet den Priester Marcos de Niza von Mexiko-Stadt aus auf der Suche nach den mythischen Sieben Städten von Cibola in den Norden. Er soll, geführt vom Mauren Estevanico, die Städte finden und erkunden, ob sich eine Expedition dorthin lohnt.

#### Heiliges Römisches Reich

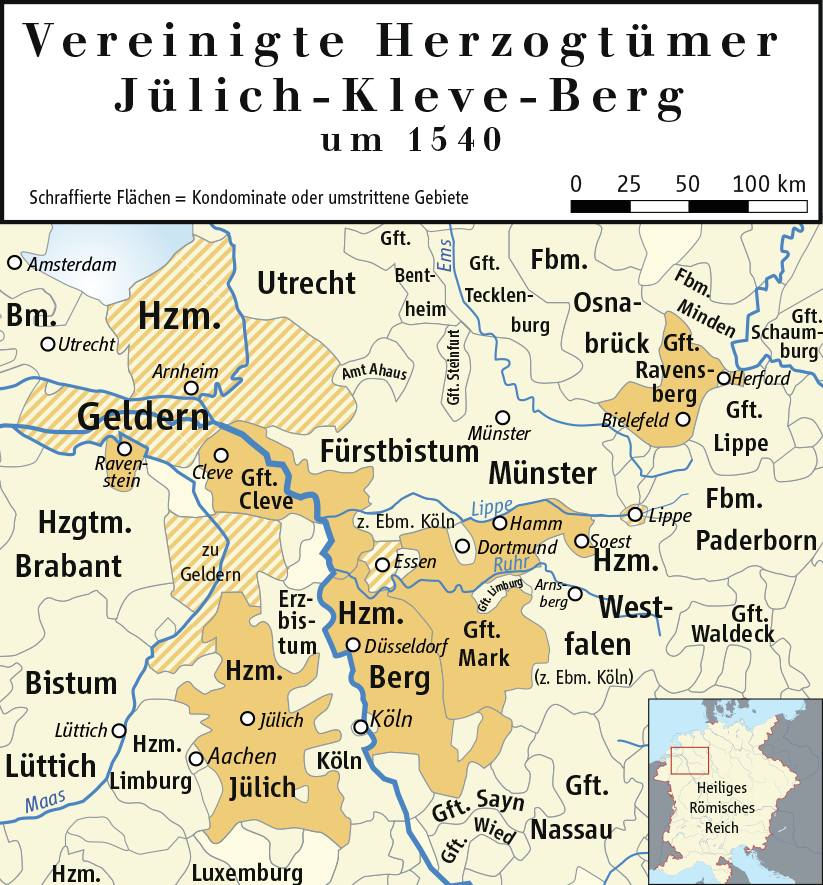
Herrschaftsgebiete zu Wilhelms Regierungsbeginn

- 06. Februar: Johann, erster Herzog der Vereinigten Herzogtümer Jülich-Kleve-Berg, stirbt. Nachfolger wird sein Sohn Wilhelm.
- 17. April: Nach dem Tod von Georg dem Bärtigen, dessen Sohn und Erbprinz Friedrich am 26. Februar vorverstorben ist, wird sein 66-jähriger Bruder Heinrich der Fromme Herzog von Sachsen und Sagan sowie Markgraf von Meißen. Unter seiner Regierung wird der Protestantismus zur Staatsreligion erhoben. Wer sich weigert, die neue Religion anzunehmen, wird des Landes verwiesen oder in Haft genommen. Am 25. Mai findet in Leipzig in Anwesenheit von Martin Luther die Einführungsfeier der Reformation statt. Im November muss er gegenüber dem Landtag allerdings einige Zugeständnisse machen, um finanzielle Mittel genehmigt zu bekommen.
- 01. November: Joachim II., Kurfürst von Brandenburg, nimmt erstmals an einem Abendmahl in beiderlei Gestalt teil. Damit schließt sich die Mark Brandenburg der Reformation an, die dann durch eine maßgeblich von Johannes Agricola formulierte Kirchenordnung durchgesetzt wird.
- Das nur zehn Jahre existierende Herzogtum Gifhorn wird gegründet. Herzog Ernst von Braunschweig-Lüneburg findet seinen Bruder und bisherigen Mitregenten Franz mit dem Herzogtum ab.

#### Weitere Ereignisse in Europa

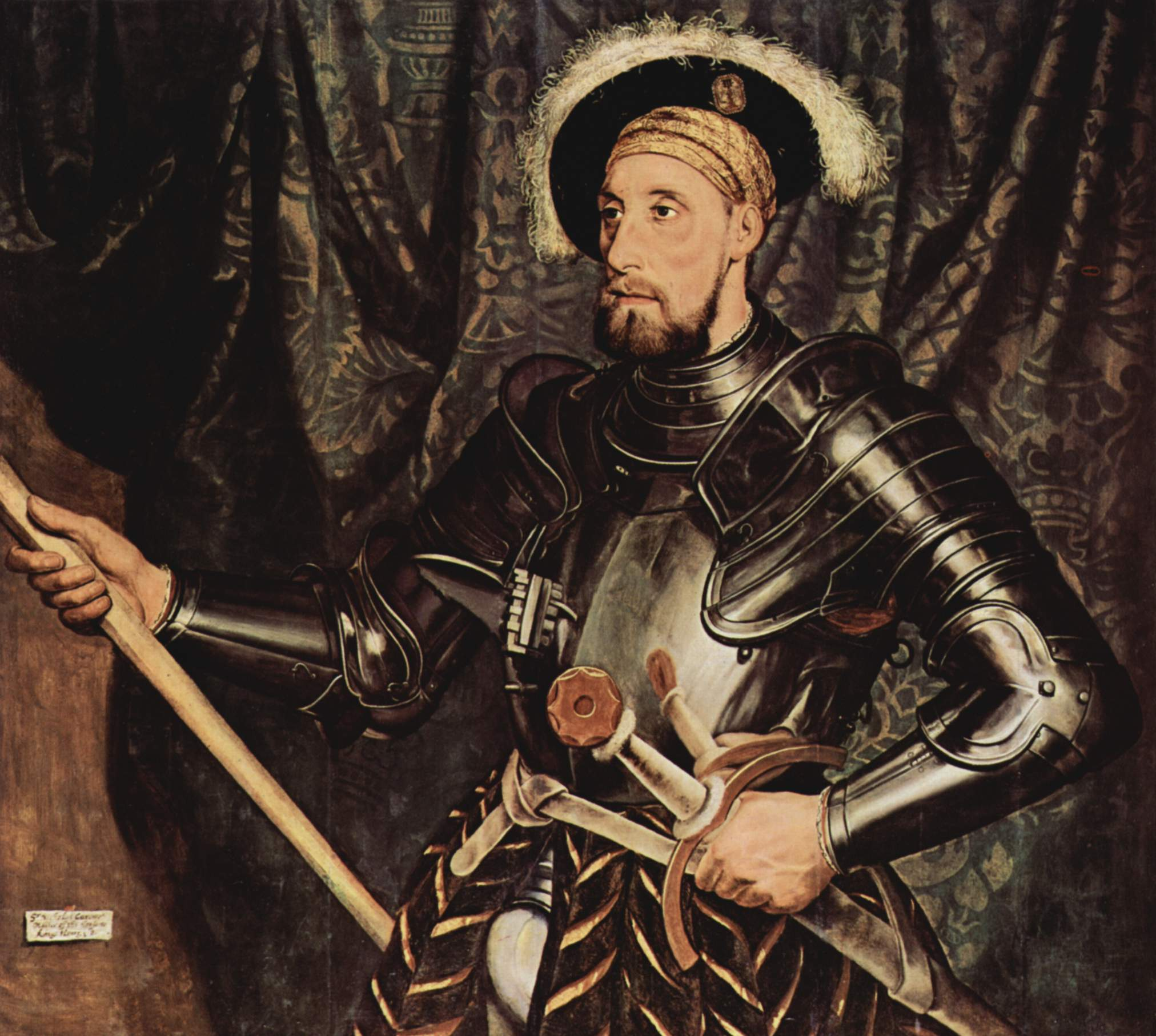
Hans Holbein: Sir Nicholas Carew

- 08. März: Nicholas Carew wird wegen des Verdachts, an der Exeter-Verschwörung gegen König Heinrich VIII. von England im Vorjahr beteiligt gewesen zu sein, im Tower of London hingerichtet.
- 15. August: Der französische König Franz I. erlässt das Edikt von Villers-Cotterêts, in dem verfügt wird, dass jedes offizielle Dokument in Französisch verfasst werden muss.

### Wissenschaft und Technik

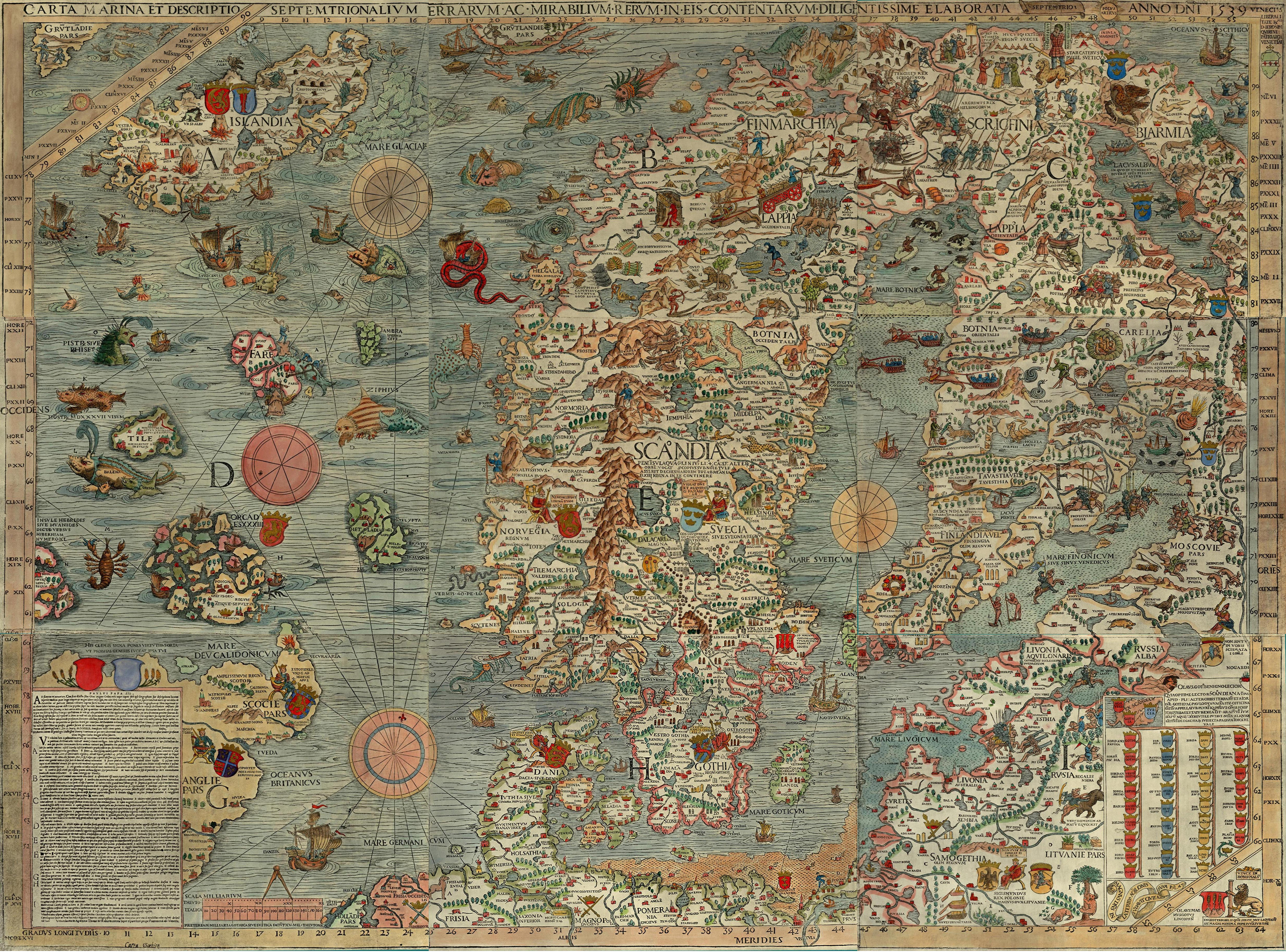
Carta Marina

Die ersten Exemplare der vom schwedischen Bischof Olaus Magnus in zwölfjähriger Arbeit erstellten Carta Marina werden in Venedig gedruckt. Es handelt sich um die früheste Landkarte Nordeuropas.

### Kultur

Macropedius' Hecastus, Erstausgabe von Michael Hillen

Der niederländische Dramatiker Georgius Macropedius veröffentlicht in Antwerpen sein neulateinisches Drama Hecastus, eine Bearbeitung des Jedermann-Stoffes in der Tradition des englischen Everyman und des niederländischen Elckerlijc.
Das von Martin Luther vermutlich im Jahr 1535 verfasste Weihnachtslied Vom Himmel hoch, da komm ich her wird erstmals gedruckt.

### Religion

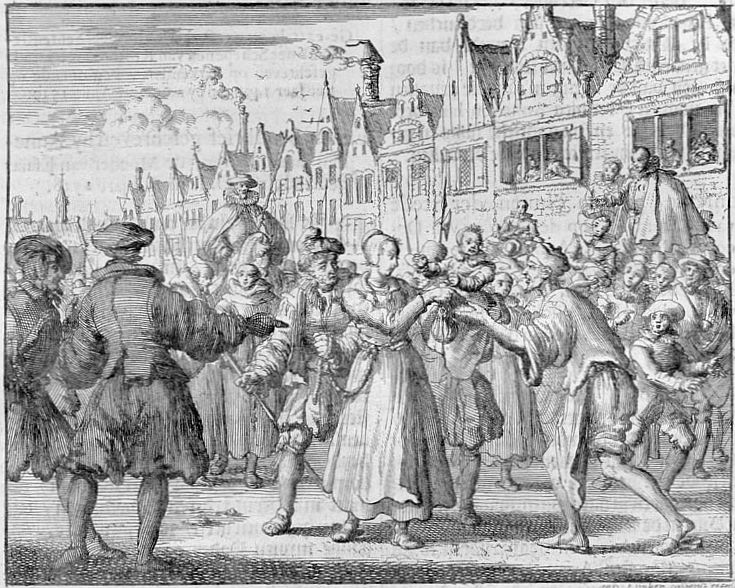
Anna Jansz auf dem Weg zur Hinrichtung, Darstellung aus dem Märtyrerspiegel 1685

- 24. Januar: Anna Jansz wird in Rotterdam wegen des Singens eines Täufer-Liedes durch Ertränken hingerichtet.
- 19. März: In Mexiko wird das Bistum San Cristóbal de Las Casas gegründet.
- 19. April: Im Frankfurter Anstand von 1539 wird der Nürnberger Anstand von 1532 bekräftigt, der den Status quo zwischen Protestanten und Katholiken im Reich sichern soll.
- Das Luthertum setzt sich gegen den Widerstand des katholischen Bischofs Jón Arason in Island durch.
- Die im Vorjahr anlässlich der Reformation in England auf Befehl von König Heinrich VIII. begonnene Auflösung der englischen Klöster wird fortgesetzt. Unter anderem werden Bolton Abbey, Fountains Abbey und Kirkstall Abbey aufgegeben.
- Das Kloster Himmelstädt wird im Zuge der Reformation in Brandenburg aufgelöst.

## Geboren

### Geburtsdatum gesichert
- 07. Februar: Henri-Robert de La Marck, Herzog von Bouillon und Fürst von Sedan († 1574)
- 10. Februar: Henni Arneken, Bürgermeister der Altstadt Hildesheim († 1602)
- 13. Februar: Elisabeth von Hessen, Kurfürstin von der Pfalz († 1582)
- 23. Februar: Heinrich XI., Herzog von Liegnitz († 1588)
- 27. Februar: Franciscus Raphelengius der Ältere, flämischstämmiger Buchdrucker und Gelehrter († 1597)
- 18. März: Maria von Nassau, Gräfin von Nassau, Katzenelnbogen, Vianden und Diez († 1599)
- 05. April: Georg Friedrich I., Markgraf von Brandenburg-Ansbach und Brandenburg-Kulmbach, Herzog von Jägerndorf, Administrator des Herzogtums Preußen († 1603)
- 06. April: Amalia von Neuenahr-Alpen, Gräfin von Limburg und Kurfürstin von der Pfalz († 1602)
- 07. April: Tobias Stimmer, Schweizer Maler († 1584)
- 17. April: Hartwig Schmidenstet, deutscher Rhetoriker († 1595)
- 30. April: Barbara von Österreich, Herzogin von Ferrara († 1572)
- 04. Mai: Hans Wolf von Schönberg, kursächsischer Politiker († 1603)
- 30. Mai: Marie de Bourbon-Saint-Pol, Herzogin von Estouteville, Pair von Frankreich († 1601)
- 06. Juni: Katharina Wasa, Prinzessin von Schweden und Gräfin von Ostfriesland († 1610)
- 04. Juli: Ludwig VI., Pfalzgraf von Simmern und Kurfürst von der Pfalz († 1583)
- 19. August: Andreas Schato, deutscher Mathematiker, Physiker und Mediziner († 1603)
- 01. Oktober: Peter Wok von Rosenberg, böhmischer Adeliger und Politiker, letzter der Rosenberger († 1611)
- 22. Oktober: Luigi Gonzaga, Herzog von Nevers und Herzog von Rethel († 1595)
- 05. Dezember: Fausto Sozzini, italienischer Jurist und Theologe († 1604)
- 20. Dezember: Paul Melissus, deutscher neulateinischer Dichter, Übersetzer und Komponist († 1602)

### Genaues Geburtsdatum unbekannt
- Jodocus Amman, schweizerisch-deutscher Zeichner, Kupferätzer und -stecher, Formschneider, Maler und Buchautor († 1591)
- Giovanni Andrea Doria, genuesischer Admiral († 1606)
- Katarina Hansdotter, Mätresse des schwedischen Königs Johann III. († 1596)
- Hasegawa Tōhaku, japanischer Maler († 1610)
- Heinrich IV., letzter Graf von Sayn-Sayn († 1606)
- Torii Mototada, japanischer Samurai († 1600)

### Geboren um 1539
- Geoffrey Fenton, englischer Staatsmann († 1608)

## Gestorben

### Januar bis April
- 09. Januar: Henry Pole, 1. Baron Montagu, englischer Adeliger und Opfer der Exeter-Verschwörung (* um 1492)
- 14. Januar: Giovanni Antonio da Pordenone, italienischer Maler (* um 1484)
- 24. Januar: Anna Jansz, niederländische Märtyrerin der Täuferbewegung (* 1509/10)
- 06. Februar: Johann, Regent der Vereinigten Herzogtümer Jülich-Kleve-Berg (* 1490)
- 07. Februar: Anna von Brandenburg-Ansbach-Kulmbach, Regentin von Teschen (* 1487)

Isabella d’Este

- 13. Februar: Isabella d’Este, Herzogin von Mantua und eine der wichtigsten Personen in der Kultur und Politik der italienischen Renaissance (* 1474)
- 18. Februar: Andreas Knöpken, deutscher Priester und erster Reformator Rigas (* um 1468)
- 26. Februar: Friedrich, Erbprinz von Sachsen (* 1504)
- 05. März: Nuno da Cunha, portugiesischer Hofbeamter, Diplomat, Seefahrer und Militär (* 1487)
- 08. März: Nicholas Carew, englischer Adeliger (* um 1496)
- 11. März: Johannes Baptist Righi, franziskanischer Einsiedler (* 1469)
- 13. März: Thomas Boleyn, 1. Earl of Wiltshire, englischer Adeliger, Vater von Anne und Mary Boleyn (* 1477)
- 19. März: Edmund Howard, englischer Adliger (* 1478)
- 17. April: Georg der Bärtige, Herzog von Sachsen (* 1471)

### Mai bis Dezember

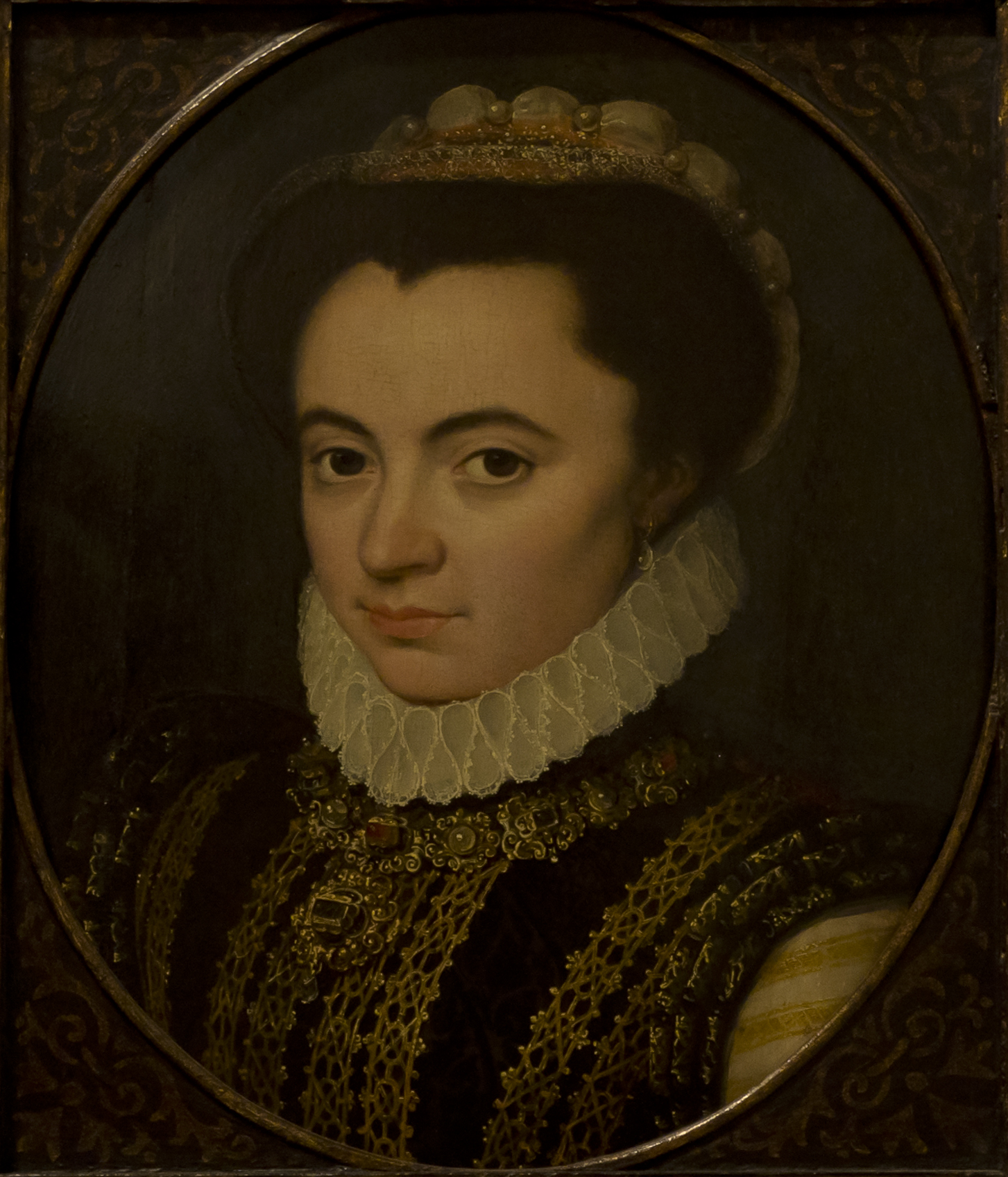
Isabella von Portugal

- 01. Mai: Isabella von Portugal, römisch-deutsche Kaiserin, Ehefrau Kaiser Karls V. (* 1503)
- 07. Mai: María de Salinas, spanische Adelige und Hofdame Katharinas von Aragón (* um 1490)
- 04. Juni: Maria von Braunschweig-Wolfenbüttel, Äbtissin des Kaiserlich freien weltlichen Reichsstifts von Gandersheim (* 1521)
- 20. Juni: Philipp III., Graf von Waldeck-Eisenberg (* 1486)
- 09. Juli: Adrian Fortescue, englischer Ritter und Märtyrer (* um 1476)
- 12. Juli: Fernando Kolumbus, spanischer Seefahrer, Humanist und Kosmograph, unehelicher Sohn des Christoph Kolumbus (* 1488)
- 25. Juli: Lorenzo Campeggi, italienischer Jurist, Kardinal und päpstlicher Legat (* 1474)
- 30. Juli: Bernhard von Cles, Bischof von Trient, Kardinal der römisch-katholischen Kirche und Präsident des Geheimen Rates unter Ferdinand I. (* 1485)
- 10. August: Johannes Justus von Landsberg, deutscher Kartäusermönch (* um 1490)
- 11. August: Thomas Schöning, Erzbischof von Riga
- 14. August: Piers Edgcumbe, englischer Adeliger, Politiker und Militär (* um 1472)
- 26. August: Piers Butler, 8. Earl of Ormonde, irischer Peer und Lord Deputy of Ireland (* 1467)
- 14. Oktober: Floris van Egmond, niederländischer Staatsmann und Militär (* 1469)
- 15. Oktober: Jost III. von Rosenberg, Adeliger aus dem Geschlecht der Rosenberger (* 1488)
- 18. Oktober: Edmund Braye, 1. Baron Braye, englischer Adeliger (* 1484)
- 28. Dezember: Agnes Dürer, Nürnberger Kunsthändlerin und Ehefrau von Albrecht Dürer (* 1475)

### Genaues Todesdatum unbekannt
- 7. Mai oder 22. September: Nanak Dev, indischer Heiliger und Religionsstifter des Sikhismus (* 1469)
- nach dem 15. Dezember: Tundama, südamerikanischer Kazike in der Gegend um Duitama

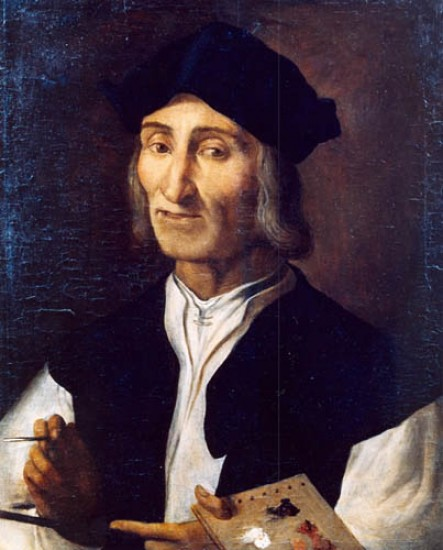
Marco Palmezzano: Selbstporträt

- Marco Palmezzano, italienischer Maler (* 1456)
- Ubaidullah, usbekischer Statthalter von Buchara (* 1476)
- Ambrosius von Viermund, kurkölnischer Diplomat, Begründer des niederrheinischen Adelsgeschlechtes Virmond-Neersen (* vor 1480)

### Gestorben um 1539
- 1539/40: Colijn de Coter, flämischer Maler (* 1450)

- Karte mit allen verlinkten Seiten:
- OSM |
- WikiMap